# Euroviisut 2006
Der Euroviisut 2006 war der finnische Vorentscheid für den Eurovision Song Contest 2006 in Athen (Griechenland). Die Band Lordi gewann den Vorentscheid mit ihrem Lied Hard Rock Hallelujah. In Athen gewannen sie den Eurovision Song Contest das erste Mal für Finnland.

## Halbfinale

### Erstes Halbfinale
| Startnr. | Interpret      | Lied Musik (M) und Text (T)                                                       | Zuschauerstimmen (in Prozent) |
| -------- | -------------- | --------------------------------------------------------------------------------- | ----------------------------- |
| 1        | Tomi Metsäketo | Eternamente Maria M: Kisu Jernström; T: Kisu Jernström                            | 60 %                          |
| 2        | Jennie         | Look At Your Love M: Janne Hyöty, Jens Smedman; T: Sofie Björkgren-Näse           | 23 %                          |
| 3        | Lordi          | Hard Rock Hallelujah M/T: Mr. Lordi                                               | 58 %                          |
| 4        | Tomi Metsäketo | Un posto fra le nuvole M/T: Francesco Morettini, Luca Angelosanti, Tomi Metsäketo | 40 %                          |
| 5        | Jennie         | Take Me Higher M/T: Janne Hyöty, Thomas Karlsson, Jimmy Westerlund                | 77 %                          |
| 6        | Lordi          | Bringing back the balls to rock M/T: Mr. Lordi                                    | 42 %                          |

 Kandidat hat sich für das Finale qualifiziert.

### Zweites Halbfinale
| Startnr. | Interpret                          | Lied Musik (M) und Text (T)                                             | Zuschauerstimmen (in Prozent) |
| -------- | ---------------------------------- | ----------------------------------------------------------------------- | ----------------------------- |
| 1        | Johanna Pakonen                    | Liian monta yötä M: Pertti Haverinen; T: Pertti Haverinen, Ilkka Vainio | 35 %                          |
| 2        | Ville Pusa                         | Over you M/T: Ville Pusa, Patric Sarin                                  | 16 %                          |
| 3        | Nina Tapio & Hanna-Riikka Siitonen | This is what we came for M/T: Niklas Rosström, Geir Rönning             | 33 %                          |
| 4        | Johanna Pakonen                    | Kerta viimeinen M: Pertti Haverinen; T: Pertti Haverinen, Ilkka Vainio  | 65 %                          |
| 5        | Ville Pusa & Christa Renwall       | Eternally M/T: Ville Pusa, Patric Sarin                                 | 84 %                          |
| 6        | Nina Tapio & Hanna-Riikka Siitonen | Who I am M/T: Miqael Persson, Eric Mårtensson                           | 67 %                          |

 Kandidat hat sich für das Finale qualifiziert.

### Drittes Halbfinale
| Startnr. | Interpret     | Lied Musik (M) und Text (T)                                                        | Zuschauerstimmen (in Prozent) |
| -------- | ------------- | ---------------------------------------------------------------------------------- | ----------------------------- |
| 1        | Annika Eklund | Shanghain valot M: Kerkko Koskinen; T: Kyösti Salokorpi                            | 87 %                          |
| 2        | Jane          | V.I.P. M: Kyösti Salokorpi; T: Lee Jyrkkä                                          | 71 %                          |
| 3        | Kilpi         | Toinen minä M: Pete Kilpi, Taage Laiho; T: Taage Laiho                             | 38 %                          |
| 4        | Annika Eklund | Sinussa on jotain M: Esa Niemine; T: Sinikka Svärd                                 | 22 %                          |
| 5        | Jane          | Sivuoireita M/T: Niclas Bergwall, Niclas Kings, Curtis A. Richardson, Pekka Eronen | 29 %                          |
| 6        | Kilpi         | Katharsis M: Pete Kilpi, Taage Laiho; T: Taage Laiho                               | 62 %                          |

 Kandidat hat sich für das Finale qualifiziert.

### Viertes Halbfinale
| Startnr. | Interpret           | Lied Musik (M) und Text (T)                                         | Zuschauerstimmen (in Prozent) |
| -------- | ------------------- | ------------------------------------------------------------------- | ----------------------------- |
| 1        | Marita Taavitsainen | Enkeli itkee M: Ile Kallio; T: Kaija Kärkinen                       | 54 %                          |
| 2        | Katariina Hänninen  | Pala taivasta M: Risto Asikainen; T: Ilkka Vainio                   | 55 %                          |
| 3        | Safe Six            | Livin' it up M/T: Gary Revel jr., Jukka Heikkilä                    | 45 %                          |
| 4        | Marita Taavitsainen | Antaudun M/T: Antero Laakso                                         | 46 %                          |
| 5        | Katariina Hänninen  | Liian aikaisin M: Antti Vuorenmaa; T: Antti Vuorenmaa, Ilkka Vainio | 45 %                          |
| 6        | Safe Six            | I Can't Wait M/T: Gary Revel jr., Jukka Heikkilä                    | 45 %                          |

 Kandidat hat sich für das Finale qualifiziert.

## Finale
| Platz | Startnr. | Interpret                          | Lied Musik (M) und Text (T)                                              | Zuschauerstimmen |
| ----- | -------- | ---------------------------------- | ------------------------------------------------------------------------ | ---------------- |
| 01.   | 10       | Lordi                              | Hard Rock Hallelujah M/T: Mr. Lordi                                      | 29.150           |
| 02.   | 12       | Tomi Metsäketo                     | Eternamente Maria M: Kisu Jernström; T: Kisu Jernström                   | 04.835           |
| 03.   | 11       | Jennie                             | Take Me Higher M/T: Janne Hyöty, Thomas Karlsson, Jimmy Westerlund       | 04.311           |
| 04.   | 1        | Annika Eklund                      | Sinussa on jotain M: Esa Niemine; T: Sinikka Svärd                       | 04.145           |
| 05.   | 5        | Jane                               | V.I.P. M: Kyösti Salokorpi; T: Lee Jyrkkä                                | 02.774           |
| 06.   | 4        | Kilpi                              | Katharsis M: Pete Kilpi, Taage Laiho; T: Taage Laiho                     | 01.816           |
| 07.   | 2        | Nina Tapio & Hanna-Riikka Siitonen | Who I am M/T: Miqael Persson, Eric Mårtensson                            | 01.793           |
| 08.   | 3        | Safe Six                           | I Can't Wait M/T: Gary Revel jr., Jukka Heikkilä                         | 01.480           |
| 09.   | 8        | Johanna Pakonen                    | Kerta viimeinen M: Pertti Haverinen; T: Pertti Haverinen, Ilkka Vainio   | 01.456           |
| 10.   | 09       | Ville Pusa & Christa Renwall       | Eternally M/T: Ville Pusa, Patric Sarin                                  | 01.308           |
| 11.   | 7        | Katariina Hänninen                 | Devil on my shoulder (Pala taivasta) M: Risto Asikainen; T: Ilkka Vainio | 00970            |
| 12.   | 6        | Marita Taavitsainen                | Enkeli itkee M: Ile Kallio; T: Kaija Kärkinen                            | 00516            |

 Kandidat hat sich für die Zweite Runde qualifiziert.

### Zweite Runde

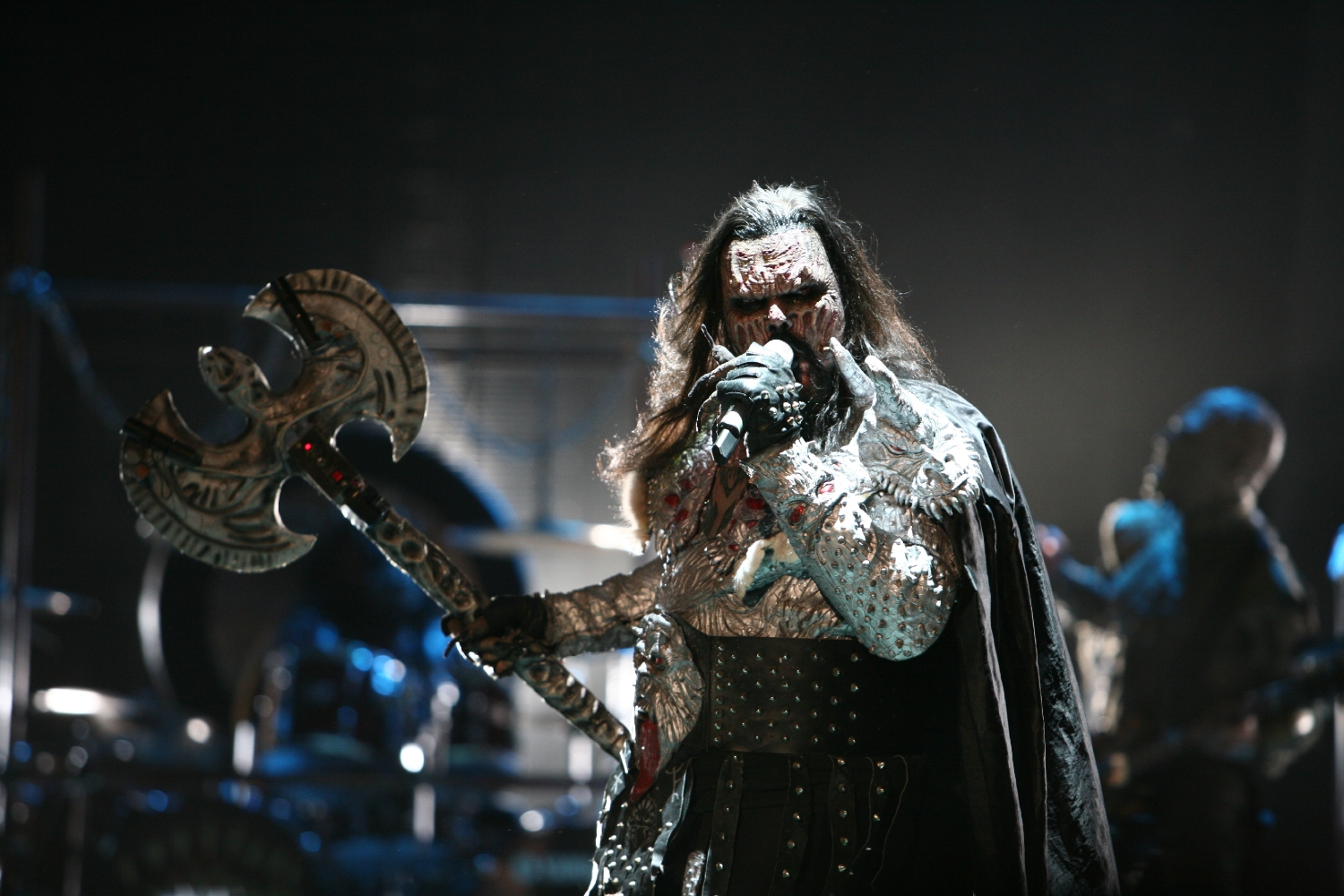
Die Gewinner der finnischen Vorentscheidung: Lordi

| Platz | Startnr. | Interpret      | Lied Musik (M) und Text (T)                                        | Zuschauerstimmen |
| ----- | -------- | -------------- | ------------------------------------------------------------------ | ---------------- |
| 1.    | 10       | Lordi          | Hard Rock Hallelujah M/T: Mr. Lordi                                | 67.369           |
| 2.    | 12       | Tomi Metsäketo | Eternamente Maria M: Kisu Jernström; T: Kisu Jernström             | 45.431           |
| 3.    | 1        | Annika Eklund  | Shanghain valot M: Kerkko Koskinen; T: Kyösti Salokorpi            | 19.565           |
| 4.    | 11       | Jennie         | Take Me Higher M/T: Janne Hyöty, Thomas Karlsson, Jimmy Westerlund | 15.138           |
| 5.    | 5        | Jane           | V.I.P. M: Kyösti Salokorpi; T: Lee Jyrkkä                          | 06.308           |
| 6.    | 4        | Kilpi          | Katharsis M: Pete Kilpi, Taage Laiho; T: Taage Laiho               | 04.685           |